# Sveučilište u Pittsburghu
Sveučilište u Pittsburghu ili jednostavno Pitt je istraživačko sveučilište u američkom gradu Pittsburgh u saveznoj državi Pennsylvaniji. Pitt je jedno od američkih sveučilišta s najvećim fundusom za istraživanje. Sportske momčadi ovog sveučilišta koje se natječu pod nazivom "Panthers"

## Povijest
Ovo sveučilište osnovao je Hugh Henry Brackenridge 1787.

## Vanjske poveznice
- Službena stranica
- Medicinski Centar Sveučilište u Pittsburghu (UPMC)

|  | Zajednički poslužitelj ima stranicu o temi Sveučilište u Pittsburghu |